# ベビーブック
ベビーブックは小学館が出版している、1歳児から3歳児向けの幼児雑誌。創刊は1966年1月。
主に1歳から3歳までの幼児をターゲットとし、絵本、玩具、2歳前後に人気のキャラクター、父母向けの育児情報で構成される。競合誌は『げんき』（講談社発行）である。2008年度までは0〜2歳児向けを対象に『マミイ』を発行していたが、それが2009年3月号で休刊し、本誌と統合したため、現在は本誌が同社の雑誌では最も低年齢層を対象とした雑誌である。
現在は乳幼児向け番組の中で最も人気が高い『それいけ!アンパンマン』を中心に、『きかんしゃトーマス』・『ディズニーキャラクター』・『いないいないばあっ!』・『おかあさんといっしょ』・『みいつけた！』などを取り上げている。
部数面でも1〜3歳児向けの幼児誌としてはトップであり、『げんき』に大差を付けている（日本雑誌協会 JMPAマガジンデータより）。

## おもな掲載キャラクター

### 両性向けキャラクター
- おかあさんといっしょ
- ドラえもん
- ハローキティ
- それいけ!アンパンマン
- きかんしゃトーマス
- ミッキー&フレンズ
- くまのプーさん
- ディズニープリンセス
- いないいないばあっ!
- ポケットモンスター
- まみむめもんち - 坂崎千春（2011年4月号 -）
- パウ・パトロール
- みいつけた！
- シナぷしゅ

### 過去の両性向けキャラクター
- NHKのおかあさんといっしょ（旧 うたのえほん）内の人形劇
  - ブーフーウー
  - ダットくん
  - とんちんこぼうず
  - とんでけブッチー
  - うごけぼくのえ
  - ゴロンタ劇場
  - ブンブンたいむ
  - にこにこぷん
  - ドレミファ・どーなっつ!
  - ぐーチョコランタン
  - モノランモノラン
  - ポコポッテイト
  - ガラピコぷ～
- オバケのQ太郎シリーズ
  - オバケのQ太郎（1965年版）※オリジナル漫画として掲載された（作・絵／藤子不二雄）（1965年~1967年）
  - 新オバケのQ太郎※オリジナル漫画として掲載された（作・絵／藤子不二雄）（1971年~1972年）
  - オバケのQ太郎（1985年版）（1985年 - 1987年）
- パーマンシリーズ
- ウメ星デンカ
- サザエさん（1969年~1970年代後半・大手紙朝日新聞から参加）
- ひらけ!ポンキッキ
  - ポンキッキーズ
  - ポンキッキーズ21
  - ポンキッキ
- がんばれ!!ロボコン
- 怪物くん（アニメ版）- 第2シリーズのみ掲載。
- ウルトラB（中央公論新社のセル画付コミックス『藤子不二雄ランド』から参加）
- ビリ犬
- おばけのホーリー
- ちいさなおばけアッチコッチソッチ（ポプラ社の『小さな童話』から参加）
- チロリン村物語
- ポコニャン!
- はりもぐハーリー
- スプーンひめのスイングキッチン
- テレタビーズ
- のりスタシリーズ
- とっとこハム太郎
- でこぼこフレンズ
- 妖怪ウォッチ

### 男の子向けキャラクター
現在は記載なし。

### 過去の男の子向けキャラクター
- スーパー戦隊シリーズ
  - 秘密戦隊ゴレンジャー
  - ジャッカー電撃隊

### 女の子向けキャラクター
現在は記載なし。

### 過去の女の子向けキャラクター
- アルプスの少女ハイジ

## 関連雑誌
- （小学館の）幼稚園
- めばえ
- マミイ
- いたずら・ぶっく

## 競合雑誌
- げんき
- おともだち
- たのしい幼稚園